# Embrace of the Vampire (film 2013)
Embrace of the Vampire è un film direct-to-video del 2013, remake di Embrace of the Vampire del 1995, diretto dal regista canadese Carl Bessai. Il film è stato distribuito il 15 ottobre 2013.

## Trama
Charlotte, ragazza timida che frequenta una scuola cattolica femminile, si trasferisce in un'altra città per iscriversi all'università e iniziare una nuova vita; viene assunta come cameriera in un bar, inizia un corso di scherma e fa nuove amicizie. Tutto sembra scorrere bene per la protagonista fino a quando inizia ad avere visioni inquietanti, incubi e sogni di desideri proibiti. Non riuscendo più a vivere giorni tranquilli, Charlotte viene aiutata da una strega e scopre di essere tormentata da un antico vampiro .